# Мечеть Гаджи Бадал
Мечеть Гаджи Бадал (азерб. Hacı Bədəl məscidi) — историко-архитектурный памятник XIX века, мечеть. Расположена в Азербайджане на территории Государственного историко-культурного заповедника «Басгал».
Мечеть включена в список недвижимых памятников истории и культуры местного значения решением Кабинета Министров Азербайджанской Республики № 132 от 2 августа 2001 года.

## История
Мечеть «Гаджи Бадал» была построена в 1854 году в квартале Демирчибазар посёлка Басгал. Заказчиком строительства мечети был Гаджи Бадал Мешади ага оглы из квартала Гошабулаг. Она была построена в честь дочери Гаджи Бадала Ситары ханым. Строительными работами руководили мастера-каменщики Аллахи и Мешади Саттар.
Во дворе мечети также находится гробница. Здесь похоронен человек по имени Сеид Умбульбану. По некоторым сведениям, он происходит из рода имама Джафара Садыка. Надпись на входной двери мавзолея гласит, что Сеид Умбульбану жил в 1855—1898 годы.
В 1928 году, в период советской оккупации Азербайджана, была начата официальная борьба с религией. В декабре того же года ЦК КП Азербайджана передал многие мечети, церкви и синагоги на баланс клубов для использования в просветительских целях. Если в 1917 году в Азербайджане было 3000 мечетей, то в 1927 году их было 1700, а в 1933 году — 17. Мечеть Гаджи Бадала в этот период также было закрыта для поклонения. Первоначально в здании размещались ткацкие станки, и оно функционировало как цех по изготовлению кялагаи. После Второй Мировой войны здание мечети использовалось как амбар сельского потребительского общества. В 1985 году в мечети были проведены капитальные ремонтно-восстановительные работы. Были обновлены гниющий потолок, пол мечети, каменное покрытие двора. В 1989 году на территории, где располагалась в том числе и мечеть, был создан Государственный историко-культурный заповедник «Басгал».
После восстановления независимости Азербайджана мечеть в 1991 году была передана в пользование верующих. Постановлением Кабинета министров Азербайджанской Республики от 2 августа 2001 года № 132 была включена в список недвижимых памятников истории и культуры местного значения.

## Архитектурные особенности
Потолок мечети деревянный, пол каменный. Крыша покрыта железными листами. Внутри мечети два окна арочной и шесть окон прямоугольной формы. Молельный зал разделён на 2 части — одна предназначена для мужчин, другая — для женщин. Женское отделение расположено на деревянном балконе, установленном в основном зале. Молельный зал рассчитан на 200 человек. Минбар изготовлен из дерева. Михраб украшен басгальскими каллиграфами различными узорами. На фигуре голубя в михрабе несколько раз написало имя «Али». Эта надпись в сочетании с зеркальным эффектом образует имя «Мухаммед». Мечеть имеет купол и минарет. Высота купола составляет 4 метра.